# Jenő Fuchs
Jenő Fuchs, także Jenő Fekete (ur. 29 października 1882 w Budapeszcie, zm. 14 marca 1955 tamże) – węgierski szermierz pochodzenia żydowskiego, czterokrotny medalista olimpijski.
Podczas igrzysk olimpijskich w Londynie w 1908 zdobył dwa medale. Najpierw razem z Oszkárem Gerde, Péterem Tóthem, Lajosem Werknerem i Dezső Földesem zwyciężył w szabli drużynowej. Następnie zwyciężył w turnieju indywidualnym. W rundzie finałowej wygrał sześć z siedmiu pojedynków i wyprzedził rodaka, Bélę Zulawszky'ego oraz Czecha Viléma Goppolda von Lobsdorfa. Na igrzyskach olimpijskich w Sztokholmie cztery lata później Węgrzy w składzie: Jenő Fuchs, Zoltán Schenker, Ervin Mészáros, Péter Tóth, László Berti, Lajos Werkner, Oszkár Gerde i Dezső Földes zdobyli złoto w szabli drużynowej. W turnieju indywidualnym zdobył kolejne złoto, ponownie wygrywając sześć z siedmiu walk finałowych. 
Nie zdobył medalu mistrzostw świata.
W czasie I wojny światowej był lekarzem 2. pułku rezerwy. Wtedy też został odznaczony Orderem Franciszka Józefa. Walczył podczas II wojny światowej. W 1920 otworzył w Budapeszcie kancelarię adwokacką. Pod koniec II wojny światowej osadzony w getcie budapesztańskim, w którym doczekał końca wojny.